# Gołębiewo (Gdynia)

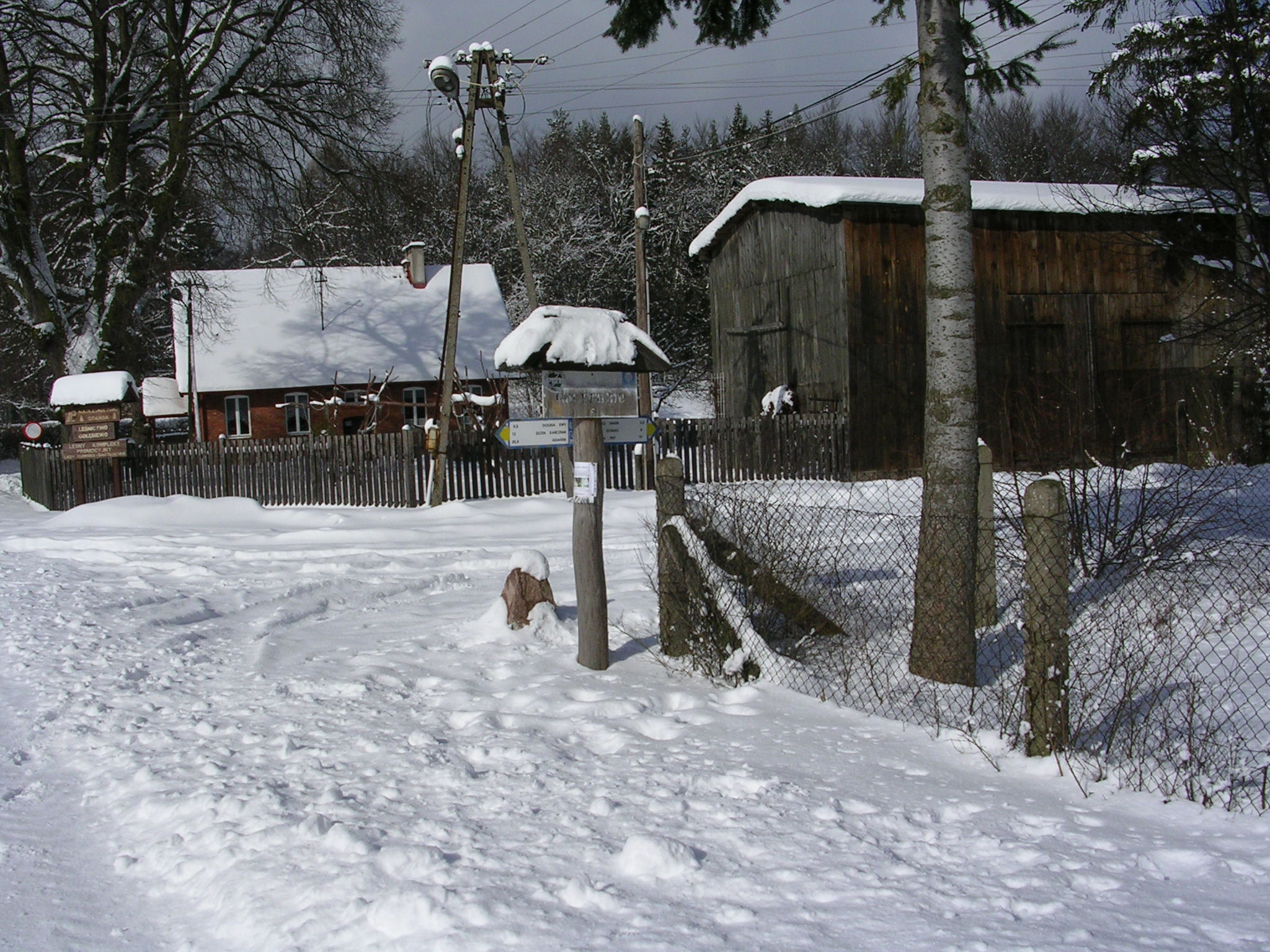
Osada Gołębiewo zimą

Gołębiewo (niem. Golumbia, od 1865 Taubenwasser, kaszb. Gołãbiewò) – leśna osada w granicach miasta Gdyni, administracyjnie położona w dzielnicy Wielki Kack. Znajduje się na terenie Trójmiejskiego Parku Krajobrazowego nieopodal Obwodnicy Trójmiasta.
Obszar osady stanowi polana śródleśna i teren leśniczówki Gołębiewo. Zabudowa Gołębiewa to zlokalizowane tuż przy drogach domostwa, złożone z budynków mieszkalnych i gospodarczych - w większości drewnianych. Przecięte jest ono w centralnym punkcie asfaltowymi traktami. Obok skrzyżowania dróg, na przeciwległych rogach znajdują się kamienne kaszubskie drogowskazy oraz tablica informacyjna. W latach 1885–1906 przez Gołębiewo kursował tramwaj konny, dowożący turystów do krawędzi wysokopiennego lasu oraz leżącej nieopodal Wielkiej Gwiazdy.
Niedaleko leśniczówki zorganizowano parking oraz palenisko i miejsce wypoczynku. Stoi tu także kamienny pomnik zwany Bąblowym Głazem. Jest on pamiątką 50-lecia Klubu Turystyki Pieszej "Bąbelki". Jedną z dwóch tutejszych naturalnych osobliwości wartą uwagi jest Pomnik Przyrody, dąb zwany Dewajtisem Gołębiewskim, który znajduje się po drugiej stronie Obwodnicy Trójmiasta, jeszcze przed jej wybudowaniem - na południowo-zachodnim krańcu osady. Drugim Pomnikiem jest ten zlokalizowany na północny wschód od skrzyżowania.